# アンネ・マルグレーテ・ハウスケン
アンネ・マルグレーテ・ハウスケン（Anne Margrethe Hausken、1976年1月23日 - ）はノルウェーを代表するオリエンテーリング選手であり、世界選手権（WOC）、ヨーロッパ選手権（EOC）、ワールドカップのいずれでも優勝経験がある。オスロ在住。

## 世界選手権

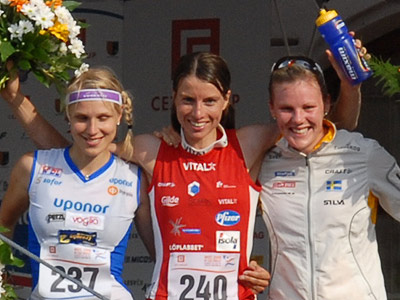
WOC2008スプリント表彰式: 左からカウッピ (銀), ハウスケン (金), ヤンソン (銅)。 同年のワールドカップ総合表彰でも三者同様の順位だった。

ハウスケンが最初に世界選手権（WOC）の舞台で入賞を果たしたのは2005年のWOC2005（ 日本・愛知）でのことだった。スプリント競技でシモーネ・ニグリ＝ルーダーに次ぐタイムを叩き出し、銀メダルを獲得する。同大会ではリレー競技でも銀メダルを得た。2年後のWOC2007（ ウクライナ・キーウ）ではリレー競技で銅メダルを獲得。そしてついに金メダルを獲得するのがその翌年、WOC2008（ チェコ・オロモウツ）でのことである。スプリント競技でミンナ・カウピやヘレナ・ヤンソンを上回るタイムでフィニッシュし、見事に世界の頂点に立った。翌2009年、WOC2009（ ハンガリー・ミシュコルツ）でもリレー競技で金メダルを獲得している。
また、ワールドカップでは2005年に総合3位、2008年に総合優勝を果たしている。

## ヨーロッパ選手権
ハウスケンは2008年にヴェンツピルスで開かれたヨーロッパ選手権（EOC2008）で大きな成功を修めた。スプリント競技（2.5km）ではヘリ・ユッコラを3秒差で制し、またロング競技（11km）ではロシアやスウェーデンのライバル達を制し2冠を達成した。ハウスケンがEOCでメダルを獲得するのは2002年にスプリント競技で銅メダルを得て以来のことだった。

## スキーオリエンテーリング
ハウスケンはジュニア時代にスキーオリエンテーリングでもその才能を遺憾なく発揮した。1996年のジュニア世界選手権で金メダル1枚、銀メダル1枚を獲得している。